# Verenigde Staten op de Olympische Winterspelen 2018

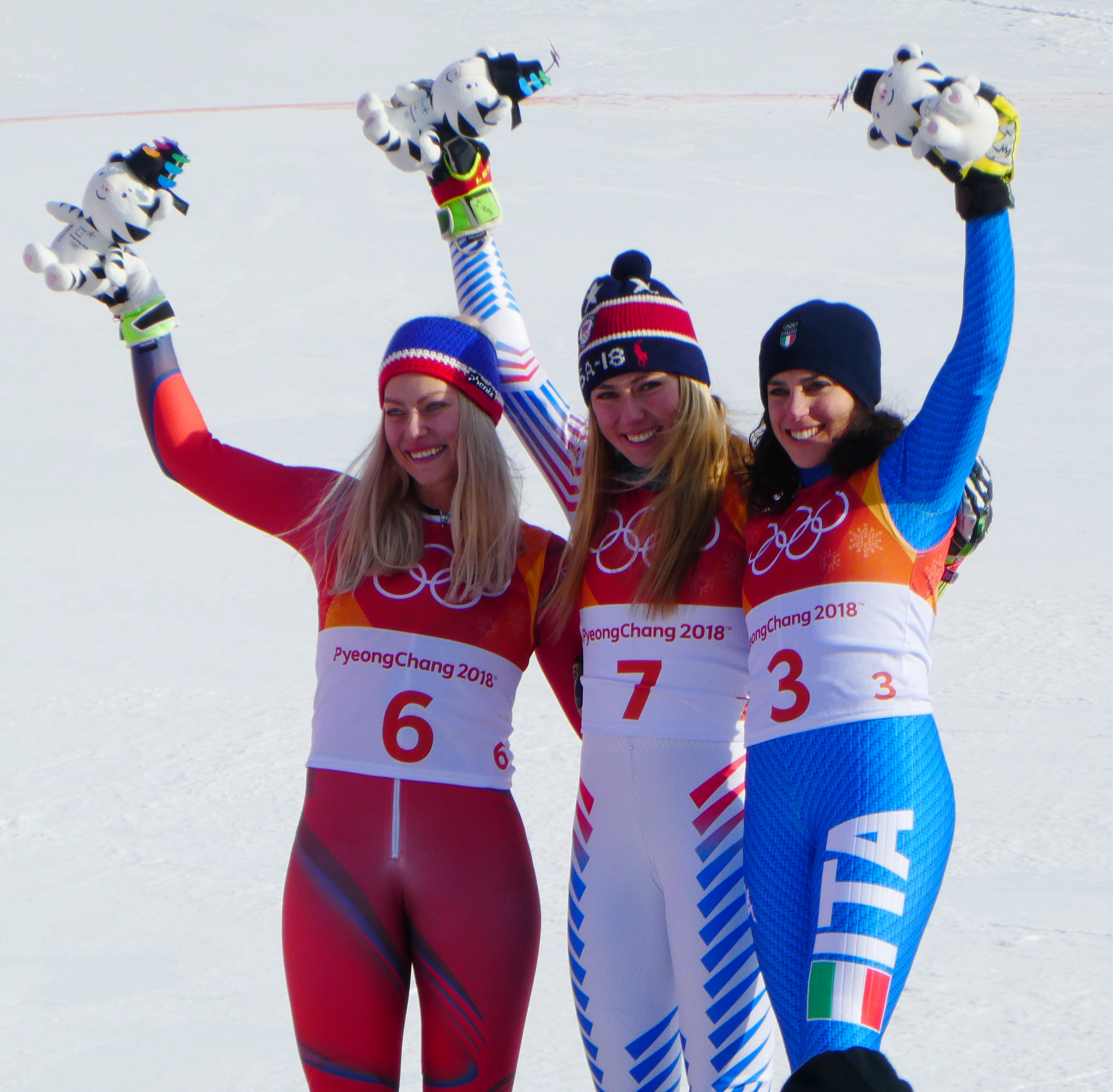
Reuzenslalom vrouwen: Ragnhild Mowinckel (Noorwegen, zilver, links), Mikaela Shiffrin (Verenigde Staten, goud, midden) en Federica Brignone (Italië, brons, rechts).

De Verenigde Staten was een van de deelnemende landen aan de Olympische Winterspelen 2018 in Pyeongchang, Zuid-Korea.

## Medailleoverzicht
| Sport          | Olympiër | Onderdeel                | Medaille |
| -------------- | --- | ------------------------ | -------- |
| Alpineskiën    | Mikaela Shiffrin                                                                                                  | reuzenslalom (v)         | Goud     |
| Curling        | Landenteam | mannen                   | Goud     |
| Freestyleskiën | David Wise | halfpipe (m)             | Goud     |
| Langlaufen     | Kikkan Randall Jessica Diggins                                                                                    | teamsprint (v)           | Goud     |
| Snowboarden    | Shaun White | halfpipe (m)             | Goud     |
| Snowboarden    | Chloe Kim | halfpipe (v)             | Goud     |
| Snowboarden    | Redmond Gerard | slopestyle (m)           | Goud     |
| Snowboarden    | Jamie Anderson | slopestyle (v)           | Goud     |
| IJshockey      | Landenteam | vrouwen                  | Goud     |
| Alpineskiën    | Mikaela Shiffrin                                                                                                  | combinatie (v)           | Zilver   |
| Bobsleeën      | Elana Meyers Taylor Lauren Gibbs                                                                                  | tweemansbob (v)          | Zilver   |
| Freestyleskiën | Alex Ferreira | halfpipe (m)             | Zilver   |
| Freestyleskiën | Nick Goepper | slopestyle (m)           | Zilver   |
| Rodelen        | Chris Mazdzer | mannen                   | Zilver   |
| Shorttrack     | John-Henry Krueger                                                                                                | 1000 m (m)               | Zilver   |
| Snowboarden    | Kyle Mack | big air (m)              | Zilver   |
| Snowboarden    | Jamie Anderson | big air (v)              | Zilver   |
| Alpineskiën    | Lindsey Vonn | afdaling (v)             | Brons    |
| Freestyleskiën | Brita Sigourney                                                                                                   | halfpipe (v)             | Brons    |
| Kunstrijden    | Maia Shibutani Alex Shibutani                                                                                     | ijsdansen                | Brons    |
| Kunstrijden    | Nathan Chen Adam Rippon Bradie Tennell Mirai Nagasu Alexa Scimeca / Chris Knierim Maia Shibutani / Alex Shibutani | landenteam               | Brons    |
| Schaatsen      | Heather Bergsma Brittany Bowe Mia Manganello Carlijn Schoutens                                                    | ploegenachtervolging (v) | Brons    |
| Snowboarden    | Arielle Gold | halfpipe (v)             | Brons    |

## Deelnemers en resultaten
(m) = mannen, (v) = vrouwen 

### Alpineskiën
| Olympiër                                                    | Onderdeel        | Resultaat | Prestatie                                                             |
| ----------------------------------------------------------- | ---------------- | --------- | --------------------------------------------------------------------- |
| Bryce Bennett                                               | combinatie (m)   | 17e       | afdaling: 1.21,18 (23e) slalom: 48,79 (16e) totaal: 2.09,97 (+3,45)   |
| Bryce Bennett                                               | afdaling (m)     | 16e       | 1.42,22 (+1,97)                                                       |
| David Chodounsky                                            | slalom (m)       | 18e       | 1e run: 49,43 (17e) 2e run: 51,41 (14e) totaal: 1.40,84 (+1,85)       |
| Ryan Cochran-Siegle                                         | combinatie (m)   | DNF       | afdaling: niet gefinisht                                              |
| Ryan Cochran-Siegle                                         | afdaling (m)     | 23e       | 1.42,96 (+2,71)                                                       |
| Ryan Cochran-Siegle                                         | reuzenslalom (m) | 11e       | 1e run: 1.10,75 (21e) 2e run: 1.09,99 (3e) totaal: 2.20,74 (+2,70)    |
| Ryan Cochran-Siegle                                         | super g (m)      | 14e       | 1.25,72 (+1,28)                                                       |
| Mark Engel                                                  | slalom (m)       | 31e       | 1e run: 56,18 (43e) 2e run: 53,13 (27e) totaal: 1.49,31 (+10,32)      |
| Tommy Ford                                                  | reuzenslalom (m) | 20e       | 1e run: 1.11,43 (28e) 2e run: 1.10,20 (6e) totaal: 2.21,63 (+3,59)    |
| Jared Goldberg                                              | combinatie (m)   | 36e       | afdaling: 1.20,02 (9e) slalom: 1.02,86 (37e) totaal: 2.22,88 (+16,36) |
| Jared Goldberg                                              | afdaling (m)     | 20e       | 1.42,59 (+2,34)                                                       |
| Jared Goldberg                                              | super g (m)      | 24e       | 1.26,49 (+2,05)                                                       |
| Tim Jitloff                                                 | reuzenslalom (m) | DNF       | 1e run: niet gefinisht                                                |
| Nolan Kasper                                                | slalom (m)       | DNF       | 1e run: 52,44 (34e) 2e run: niet gefinisht                            |
| Ted Ligety                                                  | combinatie (m)   | 5e        | afdaling: 1.21,36 (26e) slalom: 46,61 (4e) totaal: 2.07,97 (+1,45)    |
| Ted Ligety                                                  | reuzenslalom (m) | 15e       | 1e run: 1.10,71 (20e) 2e run: 1.10,54 (14e) totaal: 2.21,25 (+3,21)   |
| Ted Ligety                                                  | super g (m)      | DNF       | niet gefinisht                                                        |
| Wiley Maple                                                 | afdaling (m)     | 30e       | 1.43,72 (+3,47)                                                       |
| Andrew Weibrecht                                            | super g (m)      | DNF       | niet gefinisht                                                        |
|                                                             |                  |           |                                                                       |
| Breezy Johnson                                              | afdaling (v)     | 7e        | 1.40,34 (+1,12)                                                       |
| Breezy Johnson                                              | super g (v)      | 14e       | 1.22,14 (+1,03)                                                       |
| Tricia Mangan                                               | reuzenslalom (v) | DNF       | 1e run: niet gefinisht                                                |
| Megan McJames                                               | reuzenslalom (v) | 31e       | 1e run: 1.16,00 (35e) 2e run: 1.12,39 (30e) totaal: 2.28,39 (+8,37)   |
| Megan McJames                                               | slalom (v)       | 36e       | 1e run: 54,22 (38e) 2e run: 55,06 (39e) totaal: 1.49,28 (+10,65)      |
| Alice McKennis                                              | afdaling (v)     | 5e        | 1.4024 (+1,02)                                                        |
| Alice McKennis                                              | super g (v)      | 16e       | 1.22,20 (+1,09)                                                       |
| Alice Merryweather                                          | combinatie (v)   | 15e       | afdaling: 1.43,17 (8e) slalom: 43,73 (16e) totaal: 2.26,90 (+6,00)    |
| Alice Merryweather                                          | slalom (v)       | 42e       | 1e run: 58,68 (49e) 2e run: 54,89 (38e) totaal: 1.53,57 (+14,94)      |
| Laurenne Ross                                               | afdaling (v)     | 15e       | 1.41,10 (+1,88)                                                       |
| Laurenne Ross                                               | super g (v)      | 15e       | 1.22,17 (+1,06)                                                       |
| Mikaela Shiffrin                                            | combinatie (v)   | Zilver    | afdaling: 1.41,35 (6e) slalom: 40,52 (3e) totaal: 2.21,87 (+0,97)     |
| Mikaela Shiffrin                                            | reuzenslalom (v) | Goud      | 1e run: 1.10,82 (2e) 2e run: 1.09,20 (4e) totaal: 2.20,02             |
| Mikaela Shiffrin                                            | slalom (v)       | 4e        | 1e run: 49,37 (4e) 2e run: 49,66 (3e) totaal: 1.39,03 (+0,40)         |
| Resi Stiegler                                               | reuzenslalom (v) | 36e       | 1e run: 1.16,72 (38e) 2e run: 1.15,02 (40e) totaal: 2.31,74 (+11,72)  |
| Resi Stiegler                                               | slalom (v)       | DNF       | 1e run: niet gefinisht                                                |
| Lindsey Vonn                                                | combinatie (v)   | DNF       | afdaling: 1.39,37 (1e) slalom: niet gefinisht                         |
| Lindsey Vonn                                                | afdaling (v)     | Brons     | 1.39,69 (+0,47)                                                       |
| Lindsey Vonn                                                | super g (v)      | 6e        | 1.21,49 (+0,38)                                                       |
|                                                             |                  |           |                                                                       |
| Patricia Mangan Megan McJames David Chodounsky Nolan Kasper | landenwedstrijd  | 1/8F      | 1/8F: 2-2 Groot-Brittannië                                            |

### Biatlon
| Olympiër                                                 | Onderdeel          | Resultaat | Prestatie |
| -------------------------------------------------------- | ------------------ | --------- | --- |
| Lowell Bailey                                            | individueel (m)    | 51e       | 52.56,8 (+4.53,0) pen.: 4 (2 + 1 + 0 + 1)                                                                     |
| Lowell Bailey                                            | sprint (m)         | 33e       | 24.54,4 (+1.15,6) pen.: 1 (0 + 1)                                                                             |
| Lowell Bailey                                            | achtervolging (m)  | 32e       | 36.43,3 (+3.51,6) pen.: 5 (0 + 0 + 3 + 2)                                                                     |
| Tim Burke                                                | individueel (m)    | 41e       | 52.05,7 (+4.01,9) pen.: 4 (1 + 1 + 0 + 2)                                                                     |
| Tim Burke                                                | sprint (m)         | 47e       | 25.26,3 (+1.47,5) pen.: 4 (2 + 2)                                                                             |
| Tim Burke                                                | achtervolging (m)  | 17e       | 35.11,3 (+2.19,6) pen.: 2 (0 + 1 + 1 + 0)                                                                     |
| Sean Doherty                                             | individueel (m)    | 44e       | 52.25,6 (+4.21,8) pen.: 3 (2 + 0 + 1 + 0)                                                                     |
| Sean Doherty                                             | sprint (m)         | 65e       | 25.55,2 (+2.16,4) pen.: 4 (4 + 0)                                                                             |
| Leif Nordgren                                            | individueel (m)    | 66e       | 54.31,1 (+6.27,3) pen.: 5 (1 + 1 + 3 + 0)                                                                     |
| Leif Nordgren                                            | sprint (m)         | 58e       | 25.49,0 (+2.10,2) pen.: 2 (1 + 1)                                                                             |
| Leif Nordgren                                            | achtervolging (m)  | 50e       | 38.40,4 (+5.48,7) pen.: 5 (2 + 2 + 0 + 1)                                                                     |
| Lowell Bailey Sean Doherty Tim Burke Leif Nordgren       | estafette (m)      | 6e        | 19.14,2 / 0+2 0+2 19.14,0 / 0+1 0+0 19.32,5 / 0+0 0+3 21.06,0 / 2+3 0+3 totaal: 1:19.06,7 / 2+6 0+8 (+3.50,2) |
|                                                          |                    |           | |
| Emily Dreissigacker                                      | individueel (v)    | 67e       | 48.16,4 (+7.09,2) pen.: 4 (2 + 1 + 0 + 1)                                                                     |
| Emily Dreissigacker                                      | sprint (v)         | 51e       | 23.27,2 (+2.21,0) pen.: 1 (0 + 1)                                                                             |
| Emily Dreissigacker                                      | achtervolging (v)  | 47e       | 35.36,7 (+5.01,4) pen.: 4 (0 + 1 + 1 + 2)                                                                     |
| Susan Dunklee                                            | individueel (v)    | 19e       | 44.33,5 (+3.26,3) pen.: 2 (0 + 1 + 0 + 1)                                                                     |
| Susan Dunklee                                            | sprint (v)         | 66e       | 24.13,1 (+3.06,9) pen.: 5 (1 + 4)                                                                             |
| Claire Egan                                              | individueel (v)    | 62e       | 48.00,8 (+6.53,6) pen.: 4 (0 + 3 + 0 + 1)                                                                     |
| Claire Egan                                              | sprint (v)         | 61e       | 23.51,6 (+2.45,4) pen.: 3 (1 + 2)                                                                             |
| Joanne Reid                                              | individueel (v)    | 22e       | 44.41,3 (+3.34,1) pen.: 1 (0 + 1 + 0 + 0)                                                                     |
| Joanne Reid                                              | sprint (v)         | 86e       | 26.18,8 (+5.12,6) pen.: 7 (4 + 3)                                                                             |
| Susan Dunklee Clare Egan Joanne Reid Emily Dreissigacker | estafette (v)      | 13e       | 16.56,6 / 0+0 0+1 18.42,4 / 0+0 0+0 19.01,1 / 1+3 0+1 19.25,2 / 0+2 0+3 totaal: 1:14.05,3 / 1+5 0+5 (+2.01,9) |
|                                                          |                    |           | |
| Susan Dunklee Joanne Reid Tim Burke Lowell Bailey        | gemengde estafette | 15e       | 16.07,9 / 0+2 0+0 18.50,7 / 0+0 3+3 18.29,1 / 0+0 0+3 18.37,7 / 0+1 0+0 totaal: 1:12.05,4 / 0+3 3+6 (+3.31,1) |

### Bobsleeën
| Olympiër                                                            | Onderdeel       | Resultaat | Prestatie                               |
| ------------------------------------------------------------------- | --------------- | --------- | --------------------------------------- |
| Codie Bascue Samuel McGuffie                                        | tweemansbob (m) | 25e       | 2.30,09 (50,03 / 50,16 / 49,90)         |
| Nick Cunningham Hakeem Abdul-Saboor                                 | tweemansbob (m) | 21e       | 2.29,69 (49,96 / 50,11 / 49,62)         |
| Justin Olsen Evan Weinstock                                         | tweemansbob (m) | 14e       | 3.18,54 (49,66 / 49,55 / 49,53 / 49,80) |
| Codie Bascue Evan Weinstock Steve Langton Samuel McGuffie           | viermansbob (m) | 9e        | 3.17,28 (49,09 / 49,34 / 49,08 / 49,77) |
| Nick Cunningham Hakeem Abdul-Saboor Christopher Kinney Sam Michener | viermansbob (m) | 19e       | 3.18,54 (49,60 / 49,50 / 49,74 / 49,70) |
| Justin Olsen Nathan Weber Carlo Valdes Christopher Fogt             | viermansbob (m) | 20e       | 3.18,55 (49,62 / 49,71 / 49,66 / 49,56) |
|                                                                     |                 |           |                                         |
| Jamie Greubel Poser Aja Evans                                       | tweemansbob (v) | 5e        | 3.23,02 (50,59 / 50,99 / 50,59 / 50,85) |
| Elana Meyers Taylor Lauren Gibbs                                    | tweemansbob (v) | Zilver    | 3.22,52 (50,52 / 50,81 / 50,46 / 50,73) |

### Curling
| Olympiër                                                                   | Onderdeel     | Resultaat | Prestatie |
| -------------------------------------------------------------------------- | ------------- | --------- | --- |
| Tyler George Matt Hamilton John Landsteiner Joe Polo John Shuster          | mannen        | Goud      | groepsfase 11 - 7 Zuid-Korea 9 10 Italië 4 - 10 Zweden 9 -5 Denemarken 2 - 8 Japan 5 - 8 Noorwegen 9 - 7 Canada 8 -4 Zwitserland 10- 4 Groot-Brittannië halve finale: 5 - 3 Canada finale: 10 -7 Zweden |
|                                                                            |               |           | |
| Cory Christensen Aileen Geving Rebecca Hamilton Tabitha Peterson Nina Roth | vrouwen       | 8e        | groepsfase 5 - 10 Japan 7 - 4 Groot-Brittannië 5 - 6 Zwitserland 7 - 6 Olympische atleten uit Rusland 3 - 11 Canada 7 - 6 Denemarken 10 - 4 China 6 - 9 Zuid-Korea 6 - 9 Zweden                         |
|                                                                            |               |           | |
| Rebecca Hamilton Matt Hamilton                                             | gemengddubbel | 6e        | groepsfase 9 - 3 Olympische atleten uit Rusland 4 - 6 Canada 4 - 9 Zwitserland 1 - 9 Zuid-Korea 4 - 6 China 10 - 3 Noorwegen 5 - 7 Finland                                                              |

### Freestyleskiën
| Olympiër            | Onderdeel      | Resultaat    | Prestatie |
| ------------------- | -------------- | ------------ | --- |
| Mac Bohonnon        | aerials (m)    | kwalificatie | kwalificatie-1: 85.97 pnt (23e) kwalificatie-2: 85.97 - 112.39 pnt (11e)                                                                         |
| Jonathon Lillis     | aerials (m)    | 8e           | kwalificatie-1: 127.44 pnt (1e) finale-1: 121.68 pnt (7e) finale-2: 95.47 (8e)                                                                   |
| Eric Loughran       | aerials (m)    | kwalificatie | kwalificatie-1: 86.28 pnt (22e) kwalificatie-2: 86.28 - 72.40 pnt (19e)                                                                          |
| Aaron Blunck        | halfpipe (m)   | 7e           | kwalificatie: 63.20 - 94.40 pnt (1e) finale: 81.40 - 5.60 - 84.80 pnt                                                                            |
| Alex Ferreira       | halfpipe (m)   | Zilver       | kwalificatie: 92.60 - 43.40 pnt (2e) finale: 92.60 - 96.00 - 96.40 pnt                                                                           |
| David Wise          | halfpipe (m)   | Goud         | kwalificatie: 24.80 - 79.60 pnt (8e) finale: 17.00 - 6.40 - 97.20 pnt                                                                            |
| Torin Yater-Wallace | halfpipe (m)   | 9e           | kwalificatie: 89.60 - 33.60 pnt (3e) finale: 65.20 - 28.80 - 12.20 pnt                                                                           |
| Casey Andringa      | moguls (m)     | 5e           | kwalificatie 1: 75.25 pnt (14e) kwalificatie 2: 75.25 - 77.37 pnt (3e) finale 1: 80.73 pnt (5e) finale 2: 80.80 (3e) finale 3: 75.50 pnt         |
| Troy Murphy         | moguls (m)     | 17e          | kwalificatie 1: 80.95 pnt (4e) finale 1: 72.72 pnt                                                                                               |
| Emerson Smith       | moguls (m)     | kwalificatie | kwalificatie 1: 72.59 pnt (22e) kwalificatie 2: 72.59 - 73.94 pnt (13e)                                                                          |
| Bradley Wilson      | moguls (m)     | 18e          | kwalificatie 1: 75.25 pnt (15e) kwalificatie 2: 75.25 - 76.33 pnt (4e) finale 1: 62.74 pnt                                                       |
| Nick Goepper        | slopestyle (m) | Zilver       | kwalificatie: 92.80 - 85.00 pnt (5e) finale: 59.00 - 69.00 - 93.60                                                                               |
| Alexander Hall      | slopestyle (m) | kwalificatie | kwalificatie: 69.80 - 77.80 pnt (16e) |
| Gus Kenworthy       | slopestyle (m) | 12e          | kwalificatie: 88.60 - 90.80 pnt (7e) finale: 35.00 - 20.00 - 32.00                                                                               |
| McRae Williams      | slopestyle (m) | kwalificatie | kwalificatie: 81.60 - 26.40 pnt (15e) |
|                     |                |              | |
| Ashley Caldwell     | aerials (v)    | kwalificatie | kwalificatie-1: 81.81 pnt (11e) kwalificatie-2: 81.81 - 55.86 pnt (11e)                                                                          |
| Kiley McKinnon      | aerials (v)    | 10e          | kwalificatie-1: 72.26 pnt (17e) kwalificatie-2: 72.26 - 87.88 pnt (5e) finale-1: 80.95                                                           |
| Madison Olsen       | aerials (v)    | 6e           | kwalificatie-1: 87.88 pnt (9e) kwalificatie-2: 87.88 - 80.04 pnt (6e) finale-1: 85.36 pnt (8e) finale-2: 83.23 pnt (6e) finale-3: 47.23 pnt (6e) |
| Maddie Bowman       | halfpipe (v)   | 11e          | kwalificatie: 83.60 - 83.80 pnt (6e) finale: 25.80 - 26.40 - 27.00 pnt                                                                           |
| Annalisa Drew       | halfpipe (v)   | 4e           | kwalificatie: 85.40 - 86.00 pnt (4e) finale: 86.80 - 73.00 - 90.80 pnt                                                                           |
| Brita Sigourney     | halfpipe (v)   | Brons        | kwalificatie: 90.60 - 90.60 pnt (3e) finale: 89.80 - 88.60 - 91.60 pnt                                                                           |
| Devin Logan         | halfpipe (v)   | kwalificatie | 71.60 - 25.60 pnt (15e) |
| Devin Logan         | slopestyle (v) | 10e          | kwalificatie: 84.80 - 37.60 pnt (6e) finale: 22.60 - 56.80 - 10.60 pnt                                                                           |
| Tess Johnson        | moguls (v)     | 12e          | kwalificatie 1: 65.55 pnt (22e) kwalificatie 2: 65.55 - 75.33 pnt (1e) finale 1: 74.10 pnt (9e) finale 2: 70.49 pnt                              |
| Jaelin Kauf         | moguls (v)     | 7e           | kwalificatie 1: 77.45 pnt (5e) finale 1: 78.73 pnt (2e) finale 2: 78.73 - 76.03 pnt                                                              |
| Keaton McCargo      | moguls (v)     | 8e           | kwalificatie 1: 75.67 pnt (8e) finale 1: 76.88 pnt (3e) finale 2: 76.88 - 75.79 pnt (8e)                                                         |
| Morgan Schild       | moguls (v)     | 15e          | kwalificatie 1: 77.74 pnt (3e) finale 1: 72.23 pnt                                                                                               |
| Caroline Claire     | slopestyle (v) | kwalificatie | kwalificatie: 20.00 - 16.40 pnt (23e) |
| Darian Stevens      | slopestyle (v) | kwalificatie | kwalificatie: 8.20 - 64.00 pnt (16e) |
| Maggie Voisin       | slopestyle (v) | 4e           | kwalificatie: 72.80 - 73.00 pnt (12e) finale: 26.40 - 37.60 - 81.20                                                                              |

### Kunstrijden
| Olympiër | Onderdeel | Resultaat | Prestatie |
| --- | --------- | --------- | --- |
| Nathan Chen | mannen    | 5e        | 297.35 (korte kür: 82.27, vrije kür: 215.08) |
| Adam Rippon | mannen    | 10e       | 259.36 (korte kür: 87.95, vrije kür: 171.41) |
| Vincent Zhou | mannen    | 6e        | 276.69 (korte kür: 84.53, vrije kür: 192.16) |
| |           |           | |
| Karen Chen | vrouwen   | 11e       | 185.65 (korte kür: 65.90, vrije kür: 119.75) |
| Mirai Nagasu | vrouwen   | 10e       | 186.54 (korte kür: 66.93, vrije kür: 119.61) |
| Bradie Tennell | vrouwen   | 9e        | 192.35 (korte kür: 64.01, vrije kür: 128.34) |
| |           |           | |
| Alexa Scimeca Chris Knierim                                                                                       | paren     | 15e       | 185.82 (korte kür: 65.55, vrije kür: 120.27) |
| |           |           | |
| Madison Chock Evan Bates                                                                                          | ijsdansen | 9e        | 175.58 (korte kür: 75.45, vrije kür: 100.13) |
| Madison Hubbell Zachary Donohue                                                                                   | ijsdansen | 4e        | 187.69 (korte kür: 77.75, vrije kür: 109.94) |
| Maia Shibutani Alex Shibutani                                                                                     | ijsdansen | Brons     | 192.59 (korte kür: 77.73, vrije kür: 114.86) |
| Nathan Chen Adam Rippon Bradie Tennell Mirai Nagasu Alexa Scimeca / Chris Knierim Maia Shibutani / Alex Shibutani | team      | Brons     | mannen, korte kür: 7 pnt (80,61 pnt) mannen, vrije kür: 8 pnt (172,98) vrouwen, korte kür: 6 pnt (68,94 pnt) vrouwen, vrije kür: 9 pnt (137,53) paren, korte kür: 7 pnt (69,75 pnt), vrije Kür: 7 pnt (126,56) ijsdansen, korte kür: 9 pnt (75,46 pnt), vrije kür: 9 pnt (112,01) totaal: 62 pnt |

### Langlaufen
| Olympiër                                                      | Onderdeel             | Resultaat | Prestatie                                                                                |
| ------------------------------------------------------------- | --------------------- | --------- | ---------------------------------------------------------------------------------------- |
| Erik Bjornsen                                                 | sprint (m)            | 25e       | kwalificatie: 3.17,69 (+9,15); 30e KF-1: 5e (+1,63)                                      |
| Erik Bjornsen                                                 | 15 km vrije stijl (m) | 41e       | 36.28,6 (+2.44,7)                                                                        |
| Erik Bjornsen                                                 | 30 km skiatlon (m)    | 42e       | 1:20.54,7 (+4.34,7)                                                                      |
| Patrick Caldwell                                              | 30 km skiatlon (m)    | 51e       | 1:23.18,1 (+6.58,1)                                                                      |
| Simeon Hamilton                                               | sprint (m)            | 20e       | kwalificatie: 3.16,13 (+7,59) (19e) KF-5: 4e (+10,43)                                    |
| Logan Hanneman                                                | sprint (m)            | 42e       | kwalificatie: 3.20,74 (+12,20)                                                           |
| Noah Hoffman                                                  | 15 km vrije stijl (m) | 48e       | 36.45,2 (+3.01,3)                                                                        |
| Noah Hoffman                                                  | 30 km skiatlon (m)    | 54e       | 1:23.28,7 (+7.08,7)                                                                      |
| Noah Hoffman                                                  | 50 km klassiek (m)    | 33e       | 2:19.04,1 (+10.42,0)                                                                     |
| Tyler Kornfield                                               | 15 km vrije stijl (m) | 74e       | 38.17,9 (+4.34,0)                                                                        |
| Tyler Kornfield                                               | 50 km klassiek (m)    | 48e       | 2:24.36,5 (+16.14,4)                                                                     |
| Andrew Newell                                                 | sprint (m)            | 37e       | kwalificatie: 3.19,36 (+10,82)                                                           |
| Scott Patterson                                               | 15 km vrije stijl (m) | 21e       | 35.28,0 (+1.44,1)                                                                        |
| Scott Patterson                                               | 30 km skiatlon (m)    | 18e       | 1:17.27,5 (+1.07,5)                                                                      |
| Scott Patterson                                               | 50 km klassiek (m)    | 11e       | 2:13.14,2 (+4.52,1)                                                                      |
| Erik Bjornsen Simeon Hamilton                                 | teamsprint (m)        | 6e        | halve finale-2: 16.04,69 (+0,72); 3e finale: 16.16,98 (+20,72)                           |
| Andrew Newell Reese Hanneman Scott Patterson Noah Hoffman     | estafette (m)         | 14e       | 26.09,7 28.17,7 22.58,8 25.02,9 totaal: 1:42.29,1 (+9.24,2)                              |
|                                                               |                       |           |                                                                                          |
| Sadie Bjornsen                                                | sprint (v)            | 14e       | kwalificatie: 3.16,12 (+7,38) (9e) KF-4: 3e (+2,46)                                      |
| Sadie Bjornsen                                                | 10 km vrije stijl (v) | 15e       | 26.42,6 (+1.42,1)                                                                        |
| Sadie Bjornsen                                                | 30 km klassiek (v)    | 17e       | 1:28.50,2 (+6.32,6)                                                                      |
| Rosie Brennan                                                 | 15 km skiatlon (v)    | 58e       | 47.36,0 (+6.51,1)                                                                        |
| Sophie Caldwell                                               | sprint (v)            | 8e        | kwalificatie: 3.17,06 (+8,32) (12e) KF-2: 2e (+0,41) HF-1: 4e (+0,80)                    |
| Jessica Diggins                                               | sprint (v)            | 6e        | kwalificatie: 3.15,76 (+7,02) (7e) KF-3: 2e (+0,16) HF-2: 2e (+0,60) finale: 6e (+11,23) |
| Jessica Diggins                                               | 10 km vrije stijl (v) | 5e        | 25.35,7 (+35,2)                                                                          |
| Jessica Diggins                                               | 15 km skiatlon (v)    | 5e        | 40.59,6 (+14,7)                                                                          |
| Jessica Diggins                                               | 30 km klassiek (v)    | 7e        | 1:25.54,8 (+3.37,2)                                                                      |
| Rosie Frankowski                                              | 30 km klassiek (v)    | 21e       | 1:31.11,4 (+8.53,8)                                                                      |
| Caitlin Patterson                                             | 15 km skiatlon (v)    | 34e       | 44.14,9 (+3.30,0)                                                                        |
| Caitlin Patterson                                             | 30 km klassiek (v)    | 26e       | 1:32.43,6 (+10.26,0)                                                                     |
| Kikkan Randall                                                | 10 km vrije stijl (v) | 16e       | 26.50,4 (+1.49,9)                                                                        |
| Kikkan Randall                                                | 15 km skiatlon (v)    | 40e       | 44.47,2 (+4.02,3)                                                                        |
| Ida Sargent                                                   | sprint (v)            | 33e       | kwalificatie: 3.25,80 (+17,06)                                                           |
| Elizabeth Stephen                                             | 10 km vrije stijl (v) | 30e       | 27.35,9 (+2.35,4)                                                                        |
| Jessica Diggins Kikkan Randall                                | teamsprint (v)        | Goud      | halve finale-2: 16.22,56 (1e) finale: 15.56,47                                           |
| Sophie Caldwell Sadie Bjornsen Kikkan Randall Jessica Diggins | estafette (v)         | 5e        | 14.26,0 13.54,2 12.12,9 12.11,7 totaal: 52.44,8 (+1.20,5)                                |

### Noordse combinatie
| Olympiër                                             | Onderdeel                | Resultaat | Prestatie |
| ---------------------------------------------------- | ------------------------ | --------- | --- |
| Ben Berend                                           | gundersen grote schans   | 39e       | schansspringen: 105.8 pnt (124,0 m); 24e (+2,12) langlaufen: 26.08,7 (44e) totaal: 28.20,7 (+4.28,2)                                                                            |
| Bryan Fletcher                                       | gundersen normale schans | 17e       | schansspringen: 99.0 pnt (97,5 m); 18e (+2,06) langlaufen: 24.57,6 (22e) totaal: 27.03,6 (+2.12,2)                                                                              |
| Bryan Fletcher                                       | gundersen grote schans   | 17e       | schansspringen: 107.8 pnt (120,5 m); 23e (+2,04) langlaufen: 23.31,4 (10e) totaal: 25.35,4 (+1.42,9)                                                                            |
| Taylor Fletcher                                      | gundersen normale schans | 35e       | schansspringen: 76.4 pnt (86,0 m); 39e (+3,37) langlaufen: 24.42,2 (15e) totaal: 28.19,2 (+3.27,8)                                                                              |
| Jasper Good                                          | gundersen normale schans | 45e       | schansspringen: 58.8 pnt (76,0 m); 47e (+4,47) langlaufen: 25.52,8 (39e) totaal: 30.39,8 (+5.48,4)                                                                              |
| Jasper Good                                          | gundersen grote schans   | 43e       | schansspringen: 72.7 pnt (109,5 m); 46e (+4,25) langlaufen: 25.17,7 (39e) totaal: 29.42,7 (+5.50,2)                                                                             |
| Ben Loomis                                           | gundersen normale schans | 41e       | schansspringen: 79.5 pnt (86,5 m); 37e (+3,24) langlaufen: 25.56,8 (40e) totaal: 29.20,8 (+4.29,4)                                                                              |
| Ben Loomis                                           | gundersen grote schans   | 40e       | schansspringen: 81.6 pnt (114,5 m); 43e (+3,49) langlaufen: 24.42,3 (35e) totaal: 28.31,3 (+4.38,8)                                                                             |
| Taylor Fletcher Ben Berend Ben Loomis Bryan Fletcher | landenwedstrijd          | 10e       | 52.0 pnt (100,0 m) - 11.38,7 87.5 pnt (120,0 m) - 12.42,3 78.2 pnt (111,5 m) 11.51,3 106.2 pnt (129,5 m) - 12.01,2 totaal: 51.26,5 (+5.16,7) (291.8; 10e (+3,57) - 48.13,5; 9e) |

### Rodelen
| Olympiër                                                 | Onderdeel | Resultaat | Prestatie |
| -------------------------------------------------------- | --------- | --------- | --- |
| Chris Mazdzer                                            | mannen    | Zilver    | run 1: 47,800 (+0,148) (5e) run 2: 47,717 (+0,092) (2e) run 3: 47,534 (+0,534) (1e) run 4: 47,677 (+0,202) (7e) Totaal: 3.10,728 (+0,026)    |
| Taylor Morris                                            | mannen    | 18e       | run 1: 48,072 (+0,420) (15e) run 2: 48,793 (+1,168) (32e) run 3: 47,858 (+0,324) (13e) run 4: 47,824 (+0,349) (9e) Totaal: 3.12,547 (+1,845) |
| Tucker West                                              | mannen    | 26e       | run 1: 48,484 (+0,832) (26e) run 2: 47,942 (+0,317) (15e) run 3: 49,593 (+2,059) (37e) Totaal: 2.26,019 (+3,160)                             |
| Justin Krewson Andrew Sherk                              | dubbels   | 8e        | run 1: 46,310 (+0,490) (7e) run 2: 46,342 (+0,465) (10e) totaal: 1.32,652 (+0,955)                                                           |
| Matt Mortensen Jayson Terdiman                           | dubbels   | 10e       | run 1: 46,244 (+0,424) (6e) run 2: 46,443 (+0,566) (13e) totaal: 1.32,687 (+0,990)                                                           |
|                                                          |           |           | |
| Summer Britcher                                          | vrouwen   | 19e       | 3.08,334 (46,829 (15e) / 46,132 (1e) / 46,603 (8e) / 48,770 (19e)                                                                            |
| Erin Hamlin                                              | vrouwen   | 6e        | 3.05,912 (46,357 (6e) / 46,333 (5e) / 46,506 (5e) / 46,716 (8e)                                                                              |
| Emily Sweeney                                            | vrouwen   | DNF       | (46,595 (11e) / 46,960 (23e) / 46,917 (16e) / DNF)                                                                                           |
|                                                          |           |           | |
| Summer Britcher Chris Mazdzer M. Mortensen / J. Terdiman | estafette | 4e        | 47,266 (7e) 48,660 (2e) 49,165 (5e) totaal: 2.25,091                                                                                         |

### Schaatsen
| Olympiër                                                       | Onderdeel                | Resultaat    | Prestatie                                                                                                 |
| -------------------------------------------------------------- | ------------------------ | ------------ | --- |
| Shani Davis                                                    | 1000 m (m)               | 7e           | 1.08,78 (+0,83)                                                                                           |
| Shani Davis                                                    | 1500 m (m)               | 19e          | 1.46,74 (+2,73)                                                                                           |
| Jonathan Garcia                                                | 500 m (m)                | 23e          | 35,31 (+0,90)                                                                                             |
| Kimani Griffin                                                 | 500 m (m)                | 26e          | 35,38 (+0,97)                                                                                             |
| Brian Hansen                                                   | 1500 m (m)               | 15e          | 1.46,44 (+2,43)                                                                                           |
| Brian Hansen                                                   | massastart (m)           | halve finale | HF-1: 1 pnt; 10e                                                                                          |
| Emery Lehman                                                   | 5000 m (m)               | 21e          | 6.31,16 (+21,40)                                                                                          |
| Joey Mantia                                                    | 1000 m (m)               | 4e           | 1.08,564 (+0,61)                                                                                          |
| Joey Mantia                                                    | 1500 m (m)               | 8e           | 1.45,86 (+1,85)                                                                                           |
| Joey Mantia                                                    | massastart (m)           | 9e           | HF-2: 3 pnt; 8e finale: 0 pnt; 9e (7.45,21)                                                               |
| Mitchell Whitmore                                              | 500 m (m)                | 15e          | 35,13 (+0,72)                                                                                             |
| Mitchell Whitmore                                              | 1000 m (m)               | 10e          | 1.09,17 (+1,22)                                                                                           |
| Jonathan Garcia Brian Hansen Emery Lehman Joey Mantia          | ploegenachtervolging (m) | 8e           | KF: 3.42,98 (8e) D-finale: verloren van Canada 3.50,77 (+8,61)                                            |
|                                                                |                          |              | |
| Heather Bergsma                                                | 500 m (v)                | 11e          | 38,13 (+1,19)                                                                                             |
| Heather Bergsma                                                | 1000 m (v)               | 8e           | 1.15,15 (+1,59)                                                                                           |
| Heather Bergsma                                                | 1500 m (v)               | 8e           | 1.56,74 (+2,39)                                                                                           |
| Heather Bergsma                                                | massastart (v)           | 11e          | HF-2: 5 pnt; 5e (8.38,19) finale: 0 pnt; 11e (8.35,80)                                                    |
| Brittany Bowe                                                  | 500 m (v)                | 5e           | 38,530 (+0,59)                                                                                            |
| Brittany Bowe                                                  | 1000 m (v)               | 4e           | 1.14,36 (+0,80)                                                                                           |
| Brittany Bowe                                                  | 1500 m (v)               | 5e           | 1.55,54 (+1,19)                                                                                           |
| Erin Jackson                                                   | 500 m (v)                | 24e          | 39,20 (+2,26)                                                                                             |
| Mia Manganello                                                 | 1500 m (v)               | 22e          | 1.59,93 (+5,58)                                                                                           |
| Mia Manganello                                                 | massastart (v)           | 15e          | HF-1: 1 pnt; 7e finale: 0 pnt; 15e (8.54,40)                                                              |
| Carlijn Schoutens                                              | 3000 m (v)               | 22e          | 4.15,60 (+16,39)                                                                                          |
| Carlijn Schoutens                                              | 5000 m (v)               | 11e          | 7.13,28 (+23,05)                                                                                          |
| Jerica Tandiman                                                | 1000 m (v)               | 28e          | 1.18,02 (+4,46)                                                                                           |
| Heather Bergsma Brittany Bowe Mia Manganello Carlijn Schoutens | ploegenachtervolging (v) | Brons        | KF: 2.59,75 (4e) HF-1: verloren van Nederland 3.07,28 (+6,87) B-finale: wonnen van Canada 2.59,27 (-0,45) |

### Schansspringen
| Olympiër                                                  | Onderdeel           | Resultaat    | Prestatie                                                                                            |
| --------------------------------------------------------- | ------------------- | ------------ | --- |
| Kevin Bickner                                             | normale schans (m)  | 18e          | kwalificatie: 114.0 pnt (98,0 m); 25e finale: 217.4 pnt (117.2 (109,0 m); 14e - 100.2 (98,5 m); 24e) |
| Kevin Bickner                                             | grote schans (m)    | 20e          | kwalificatie: 91.1 pnt (122,5 m); 35e finale: 235.4 pnt (121.9 (129,5 m); 20e - 113.5 (124,0 m); 23e |
| Michael Glasder                                           | normale schans (m)  | 32e          | kwalificatie: 94.6 pnt (91,5 m); 40e finale: 98.7 pnt (98,5 m)                                       |
| Michael Glasder                                           | grote schans (m)    | 46e          | kwalificatie: 88.7 pnt (124,5 m); 38e finale: 90.5 pnt (114,0 m)                                     |
| Casey Larson                                              | normale schans (m)  | 39e          | kwalificatie: 90.9 pnt (88,0 m); 46e finale: 89.4 pnt (97,0 m)                                       |
| Casey Larson                                              | grote schans (m)    | kwalificatie | kwalificatie: 61.1 (104,5 m); 53e                                                                    |
| Will Rhoads                                               | normale schans (m)  | 46e          | kwalificatie: 91.9 pnt (88,5 m); 45e finale: 75.5 pnt (87,0 m)                                       |
| Will Rhoads                                               | grote schans (m)    | kwalificatie | kwalificatie: 67.9 (115,0 m); 51e                                                                    |
| Casey Larson William Rhoads Michael Glasder Kevin Bickner | landenwedstrijd (m) | 9e           | 85.7 pnt (111,5 m) 80.4 pnt (107,5 m) 86.4 pnt (113,0 m) 124.7 pnt (131,0 m) totaal: 377.2 pnt       |
|                                                           |                     |              | |
| Nita Englund                                              | normale schans (v)  | 31e          | 57.9 pnt (77,0 m)                                                                                    |
| Sarah Hendrickson                                         | normale schans (v)  | 19e          | 160.6 pnt (76.7 (86,0 m); 23e - 83.9 (88,0 m); 21e)                                                  |
| Abby Ringquist                                            | normale schans (v)  | 29e          | 144.4 pnt (62.0 (77,5 m); 30e - 82.4 (91,0 m); 23e)                                                  |

### Shorttrack
| Olympiër                                                     | Onderdeel  | Resultaat | Prestatie                                                                                   |
| ------------------------------------------------------------ | ---------- | --------- | ------------------------------------------------------------------------------------------- |
| John Robert Celski                                           | 1000 m (m) | series    | serie 8: 3e (1.31,812)                                                                      |
| John Robert Celski                                           | 1500 m (m) | series    | serie 5: 3e (2.19,028) HF-1: penalty                                                        |
| Thomas Hong                                                  | 500 m (m)  | series    | serie 7: 3e (43,096)                                                                        |
| John-Henry Krueger                                           | 500 m (m)  | series    | serie 8: 4e (41,008)                                                                        |
| John-Henry Krueger                                           | 1000 m (m) | Zilver    | serie 1: 1e (1.25,913) KF-3: 3e, ADV (1.24,598) HF-2: 1e (1.24,187) A-finale: 2e (1.24,864) |
| John-Henry Krueger                                           | 1500 m (m) | HF        | serie 6: 1e (2.15,671) HF-2: penalty                                                        |
| Aaron Tran                                                   | 500 m (m)  | series    | serie 1: penalty                                                                            |
| Aaron Tran                                                   | 1500 m (m) | 12e       | serie 2: 3e (2.14,133) HF-2: 4e (2.13,487) B-finale: 5e (2.17,127)                          |
| John Robert Celski Thomas Hong John-Henry Krueger Aaron Tran | relay (m)  | 5e        | HF-2: 3e (6.36,867) B-finale: 1e (6.52,708)                                                 |
|                                                              |            |           |                                                                                             |
| Maame Biney                                                  | 500 m (v)  | KF        | serie 5: 2e (43,665) KF-3: 4e (44,772)                                                      |
| Maame Biney                                                  | 1500 m (v) | series    | serie 5: 6e (2.31,819)                                                                      |
| Lana Gehring                                                 | 500 m (v)  | series    | serie 1: 3e (43,825)                                                                        |
| Lana Gehring                                                 | 1000 m (v) | series    | serie 7: penalty                                                                            |
| Lana Gehring                                                 | 1500 m (v) | series    | serie 6: 5e (2.27.336)                                                                      |
| Jessica Kooreman                                             | 1000 m (v) | series    | serie 4: 3e (1.31,657)                                                                      |
| Jessica Kooreman                                             | 1500 m (v) | series    | serie 2: penalty                                                                            |

### Skeleton
| Olympiër          | Onderdeel | Resultaat | Prestatie                               |
| ----------------- | --------- | --------- | --------------------------------------- |
| Matthew Antoine   | mannen    | 11e       | 3.24,39 (51,16 / 50,98 / 50,91 / 51,34) |
| John Daly         | mannen    | 16e       | 3.25,35 (51,23 / 51,15 / 51,33 / 51,65) |
|                   |           |           |                                         |
| Katie Uhlaender   | vrouwen   | 13e       | 3.29,61 (52,33 / 52,40 / 52,33 / 52,55) |
| Kendall Wesenberg | vrouwen   | 17e       | 3.30,92 (52,77 / 52,96 / 52,54 / 52,65) |

### Snowboarden
| Olympiër           | Onderdeel                | Resultaat    | Prestatie                                                                                             |
| ------------------ | ------------------------ | ------------ | --- |
| Chris Corning      | big air (m)              | 4e           | kwalificatie, serie 1: 85.00 - 88.00 pnt (4e) finale: 153.00 pnt (74.25 - 78.75 - JNS)                |
| Chris Corning      | slopestyle (m)           | kwalificatie | kwalificatie, serie 1: 70.85 - 69.86 pnt (9e)                                                         |
| Redmond Gerard     | big air (m)              | 5e           | kwalificatie, serie 1: 82.00 - 85.00 pnt (6e) finale: 143.00 pnt (74.75 - JNS - 68.25)                |
| Redmond Gerard     | slopestyle (m)           | Goud         | kwalificatie, serie 2: 82.55 - 57.11 pnt (3e) finale: 43.33 - 46.40 - 87.16 pnt                       |
| Kyle Mack          | big air (m)              | Zilver       | kwalificatie, serie 1: 87.25 - 88.75 pnt (3e) finale: 168.75 pnt (82.00 - 86.75 - JNS)                |
| Kyle Mack          | slopestyle (m)           | kwalificatie | kwalificatie, serie 2: 45.26 - 53.55 pnt (11e)                                                        |
| Ryan Stassel       | big air (m)              | kwalificatie | kwalificatie: 39.50 - 76.25 pnt (13e)                                                                 |
| Ryan Stassel       | slopestyle (m)           | kwalificatie | kwalificatie, serie 1: 23.50 - 22.63 pnt (17e)                                                        |
| Ben Ferguson       | halfpipe (m)             | 4e           | kwalificatie: 91.00 - 89.75 pnt (4e) finale: 43.00 pnt - 90.75 pnt                                    |
| Chase Josey        | halfpipe (m)             | 6e           | kwalificatie: 47.75 - 83.75 pnt (7e) finale: 87.75 - 52.25 - 88.00 pnt                                |
| Jake Pates         | halfpipe (m)             | 8e           | kwalificatie: 59.50 - 82.25 (8e) finale: 47.00 - 82.25 - 27.00 pnt                                    |
| Shaun White        | halfpipe (m)             | Goud         | kwalificatie: 93.25 - 98.50 (1e) finale: 94.25 - 55.00 - 97.75 pnt                                    |
| Aaron Muss         | parallelreuzenslalom (m) | 20e          | kwalificatie: 1.26,10 (44,12 + 41,98)                                                                 |
| Mike Trapp         | parallelreuzenslalom (m) | 30e          | kwalificatie: 1.28,14 (44,05 + 44,09)                                                                 |
| Nick Baumgartner   | snowboardcross (m)       | 4e           | plaatsingsronde: 1.14,46 (15e) 1/8F, serie 8: 2e KF, serie 4: 2e HF, serie 2: 2e finale: 4e           |
| Jonathan Cheever   | snowboardcross (m)       | 1/8F         | plaatsingsronde: 1.14,72 (19e) 1/8F, serie 5: 5e                                                      |
| Mick Dierdorff     | snowboardcross (m)       | 5e           | plaatsingsronde: 1.15,47 - 1.14,52 (27e) 1/8F, serie 5: 1e KF, serie 3: 2e HF, serie 2: 3e finale: 5e |
| Hagen Kearney      | snowboardcross (m)       | KF           | plaatsingsronde: 1.13,94 (6e) 1/8F, serie 6: 1e KF, serie 3: 4e                                       |
|                    |                          |              | |
| Jamie Anderson     | big air (v)              | Zilver       | kwalificatie: 30.25 - 90.00 pnt (6e) finale: 177.25 pnt (90.00 - 87.25 - JNS)                         |
| Jamie Anderson     | slopestyle (v)           | Goud         | 83.00 - 34.56 pnt                                                                                     |
| Jessika Jenson     | big air (v)              | 11e          | kwalificatie: 76.25 - 39.75 pnt (12e) finale: 177.25 pnt (JNS - 21.50 - 19.00)                        |
| Jessika Jenson     | slopestyle (v)           | 5e           | 72.26 - 41.11 pnt                                                                                     |
| Hailey Langland    | big air (v)              | kwalificatie | kwalificatie: 73.00 - 29.00 pnt (14e)                                                                 |
| Hailey Langland    | slopestyle (v)           | 6e           | 41.26 - 71.80 pnt                                                                                     |
| Julia Marino       | big air (v)              | 10e          | kwalificatie: 83.75 - 85.25 pnt (9e) finale: 93.25 pnt (JNS - 74.50 - 18.75)                          |
| Julia Marino       | slopestyle (v)           | 11e          | 55.85 - 41.05 pnt                                                                                     |
| Kelly Clark        | halfpipe (v)             | 4e           | kwalificatie: 41.00 - 63.25 pnt (11e) finale: 76.25 - 81.75 - 83.50 pnt                               |
| Arielle Gold       | halfpipe (v)             | Brons        | kwalificatie: 17.50 - 62.75 pnt (12e) finale: 10.50 - 74.75 - 85.75 pnt                               |
| Chloe Kim          | halfpipe (v)             | Goud         | kwalificatie: 91.50 - 95.50 pnt (1e) finale: 93.75 - 41.50 - 98.25 pnt                                |
| Maddie Mastro      | halfpipe (v)             | 12e          | Kwalificatie: 83.75 - 76.00 pnt (4e) finale: 14.00 - 7.50 - 6.50 pnt                                  |
| Faye Gulini        | snowboardcross (v)       | KF           | kwalificatie: 1.17,74 (3e) KF, serie 3: 6e                                                            |
| Lindsey Jacobellis | snowboardcross (v)       | 4e           | kwalificatie: 1.18,05 (4e) KF, serie 2: 1e HF, serie 1: 2e finale: 4e                                 |
| Meghan Tierney     | snowboardcross (v)       | KF           | kwalificatie: 1.20,52 (11e) KF, serie 3: 5e                                                           |

### IJshockey
| Olympiër | Onderdeel | Resultaat | Prestatie |
| --- | --------- | --------- | --- |
| Mark Arcobello Chad Billins Jonathon Blum Will Borgen Chris Bourque Bobby Butler Ryan Donato Matt Gilroy Brian Gionta Jordan Greenway Ryan Gunderson Chad Kolarik David Leggio Broc Little Brandon Maxwell John McCarthy Brian O'Neill Garrett Roe Bobby Sanguinetti Jim Slater Ryan Stoa Troy Terry Noah Welch James Wisniewski Ryan Zapolski          | mannen    | 7e        | groep B 2 - 3 Slovenië 2 - 1 Slowakije 0 - 4 Olympische atleten uit Rusland play-off: 5 - 1 Slowakije kwartfinale: 2 - 3 Tsjechië |
| Cayla Barnes Kacey Bellamy Hannah Brandt Dani Cameranesi Kendall Coyne Brianna Decker Meghan Duggan Kali Flanagan Nicole Hensley Megan Keller Amanda Kessel Hilary Knight Jocelyne Lamoureux-Davidson Monique Lamoureux-Morando Gigi Marvin Sidney Morin Kelly Pannek Amanda Pelkey Emily Pfalzer Alex Rigsby Maddie Rooney Haley Skarupa Lee Stecklein | vrouwen   | Goud      | groep A 3 - 1 Finland 5 - 0 Olympische atleten uit Rusland 1 - 2 Canada halve finale: 5 - 0 Finland finale: 3 - 2 Canada          |